# Теорія ізоморфізму
Теорія ізоморфізму (від грец. fsos — рівний, однаковий і грец. morphe — вид, форма) — теорія польського мовознавця Єжи Куриловича, яка доводить відсутність якісної відмінності між різними рівнями мови і дозволяє застосовувати в їх дослідженні одні й ті самі методи і принципи.

## Загальна характеристика
Згідно з цією теорією в мові існує структурний паралелізм між рівнями. Так, зокрема, структурну подібність можна побачити у складі й реченні (структурна тотожність голосного в складі і предиката в реченні). Теорія ізоморфізму має важливе практичне значення. Для прихильників цієї теорії обґрунтованим є запозичення методів та понять, які використовуються при вивченні одного рівня, для дослідження іншого, наприклад запозичення методів і понять фонології у дослідженні лексики або граматики.
Більшість вчених не приймають теорію ізоморфізму. Так, зокрема, російський мовознавець В. І. Кодухов уважає, що ідея ізоморфізму не пояснює всієї складності мовної структури, а зводить її до найпростіших структур з площинною будовою.